# لئو بیرنبرگ

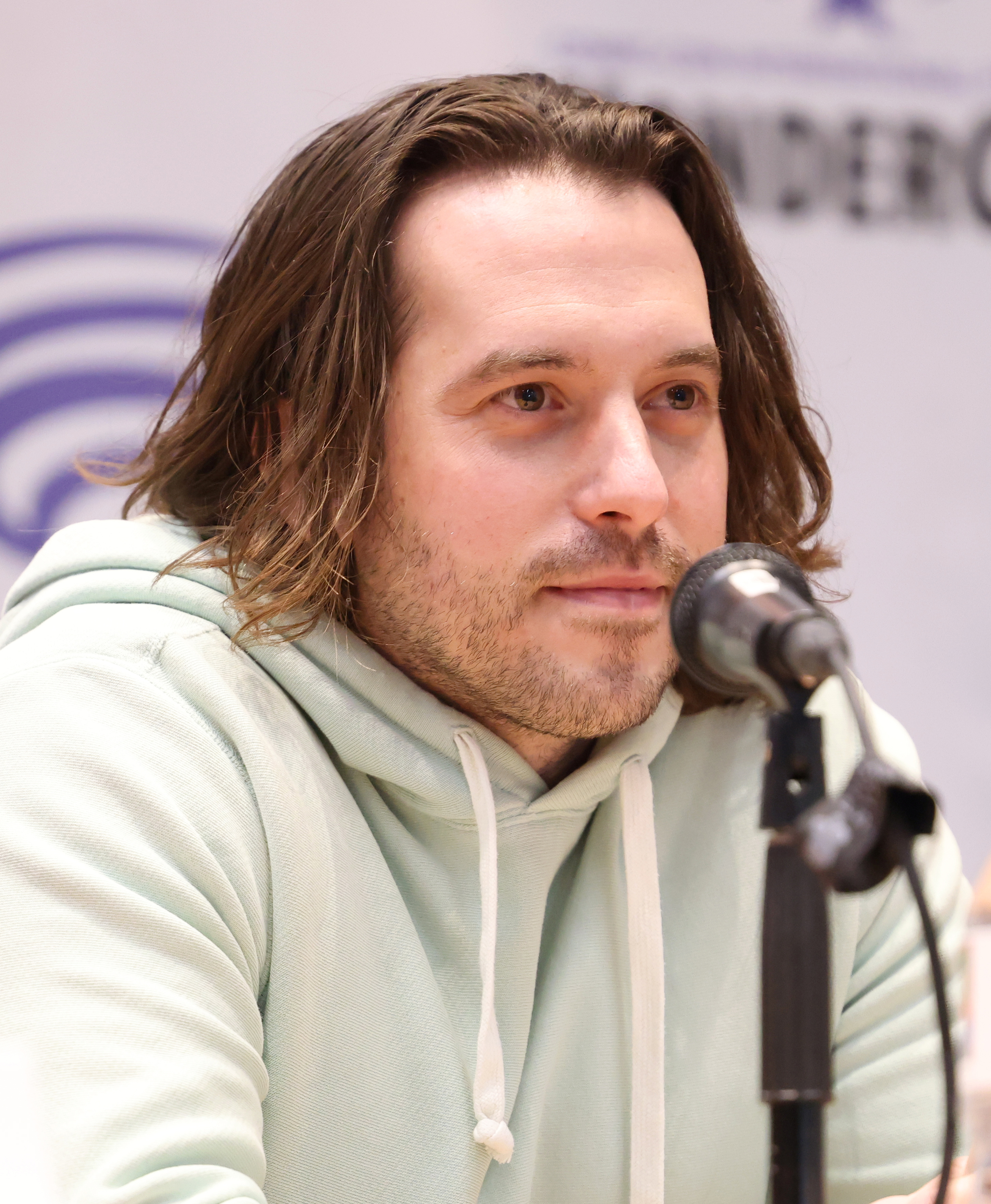
لئو بیرنبرگ

لئو بیرنبرگ (به انگلیسی: Leo Birenberg) آهنگ‌ساز و ارکستراتور فیلم و سریال آمریکایی می‌باشد.

## حرفه
بیرنبرگ در کنتاکی زاده و در شیکاگو بزرگ شده‌است و رشتهٔ آهنگ‌سازی را در دانشگاه نیویورک و دانشگاه کالیفرنیای جنوبی خوانده‌است؛ وی اولین موسیقی‌های خود را با هم‌اتاقی‌اش جرمی ریتز آهنگ‌سازی کرده‌است.